# 실감형 가상 현실

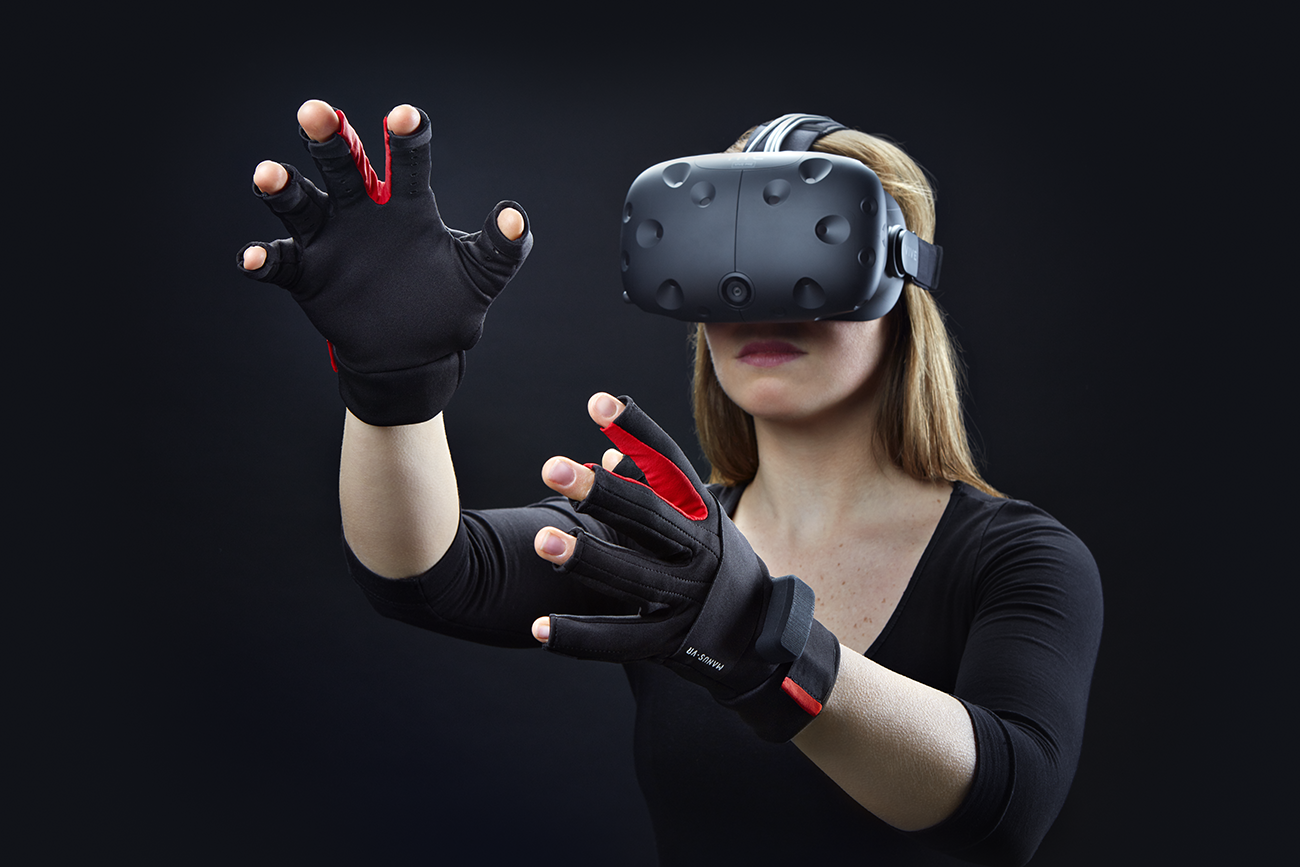
마누스 VR(Manus VR) 글로브 개발 키트를 사용하는 한 여성 (2016년)

실감형 가상 현실(實感型假想現實, Immersive Virtual Reality, Immersion into virtual reality)은 비물리적인 세계에서 물리적으로 존재하는 물체에 대한 지각이다. 이 지각은 VR 시스템 사용자를, 마음을 사로잡는 환경 전반을 제공하는 이미지, 소리, 또는 기타 자극 속에 둘러싸도록 함으로써 만들어진다.

## 개요
실감형 가상 현실은 대부분의 경우 오늘날 가상 현실 예술 프로젝트로 존재하는 가상의 미래 기술을 말한다. 사용자가 마치 일상에서 보통 느끼는 것처럼 실감하는 가공의 환경 실감으로 구성된다.

## 실감형 디지털 환경
실감형 디지털 환경(immersive digital environment)은 사용자가 스스로 실감할 수 있는, 가공의 상호작용 가능한 컴퓨터 생성 장면이나 세상을 말한다.

## 몰입형 미디어 및 기술
몰입형 미디어는 다양하게 정의된 개념 그룹에 적용되는 용어로, 엔지니어링, 미디어, 의료, 교육, 소매 등의 분야에 적용될 수 있다. 몰입형 미디어에 포함된 개념은 다음과 같다.
- 가상현실(VR)
- 증강 현실(AR)
- 혼합 현실(MR)
- 확장 현실(XR)
- 메타버스
- 3차원 콘텐츠

## 같이 보기
- 대체 현실 게임
- 모의 현실